# Fabio Wurzer
Fabio Wurzer (* 8. Jänner 1999) ist ein österreichischer Fußballspieler.

## Karriere
Wurzer begann seine Karriere bei der WSG Wattens. Nachdem er zuvor sämtliche Jugendmannschaften durchlaufen hatte, debütierte er im September 2015 für die Zweitmannschaft der Wattener in der Tiroler Liga, als er am achten Spieltag der Saison 2015/16 gegen den SV Matrei in der 72. Minute für Manuel Egger ins Spiel gebracht wurde. In jenem Spiel stand auch sein Vater Michael Wurzer am Platz; dieser wurde jedoch bereits in der 20. Minute durch Mathias Mimm ersetzt.
Im Juni 2016 war es aber schließlich soweit und Vater und Sohn standen gemeinsam am Platz: Beim 3:0-Heimsieg gegen den SV Telfs am 29. Spieltag standen sowohl Fabio als auch Michael Wurzer in der Startelf; Michael wurde in Minute 27 durch Fabian Prasthofer, Fabio in der 59. Minute durch Philipp Ospelt ersetzt.
Nach über 20 Spielen für die Zweitmannschaft der Wattener stand Fabio Wurzer im März 2017 erstmals im Profikader. Sein Debüt in der zweiten Liga gab er im Mai 2017, als er am 32. Spieltag der Saison 2016/17 gegen die Kapfenberger SV in der Nachspielzeit für Martin Švejnoha ins Spiel gebracht wurde.
Im Jänner 2018 wurde er an den viertklassigen SV Kirchbichl verliehen.

## Persönliches
Wurzers Vater Michael (* 1978) war bis zu seinem Karriereende 2016 ebenfalls Fußballspieler und für Wörgl und Kufstein in der zweiten Liga aktiv.